# Конвертация пенсионных прав
Конверта́ция пенсионных прав — преобразование (оценка) пенсионных прав (стажа и заработка), приобретенных гражданами по состоянию на 01.01.2002 г. (даже если этот период равен нескольким дням), то есть на момент начала пенсионной реформы, в сумму расчетного пенсионного капитала, иными словами, преобразование стажа и заработка в денежную сумму, которая сформировалось с момента трудовой деятельности до 01.01.2002 года.
Конвертация осуществляется с целью:
- сбора, обработки и обеспечения хранения сведений о трудовой деятельности граждан, на основании которых в дальнейшем будет формироваться пенсия граждан.

## Формула конвертации пенсионных прав
ПК = (РП — 450 рублей) x T, где
ПК — величина расчетного пенсионного капитала застрахованного лица;
РП — расчетный размер трудовой пенсии, определяемый для застрахованных лиц в соответствии с настоящей статьей;
450 рублей — размер базовой части страховой пенсии по старости, который устанавливался законодательством Российской Федерации на 1 января 2002 года;
T — ожидаемый период выплаты трудовой пенсии по старости

## Адресаты конвертации
Конвертация пенсионных прав проводится как для пенсионеров, так и для граждан, еще не достигших пенсионного возраста.

## Учету при конвертации подлежат
— среднемесячный заработок застрахованного лица за 2000—2001 годы по сведениям индивидуального (персонифицированного) учета либо за любые 60 месяцев подряд на основании документов, выдаваемых в установленном порядке соответствующими работодателями либо государственными (муниципальными) органами;
— общий трудовой стаж, под которым понимается суммарная продолжительность трудовой и иной общественно полезной деятельности до 1 января 2002 года, учитываемая в календарном порядке (трудовая и творческая деятельность, служба в армии).

## Предпосылки конвертации
Необходимость конвертации была вызвана также и тем, что в условиях экономических и политических преобразований в государстве значительная часть организаций была ликвидирована, реорганизована или оказалась на территории бывших союзных республик, а теперь — отдельных государств. При этом далеко не всегда принимались надлежащие меры к обеспечению сохранности документов, влияющих на пенсионные права работников. Отмечается очень много случаев утраты документов в результате пожаров или просто небрежного хранения. Кроме того, достаточно небрежно, с ошибками оформлялись трудовые книжки и договоры. Заложниками такой ситуации стали граждане, обратившиеся за назначением трудовой пенсии (по старости, инвалидности или по случаю потери кормильца).
Поэтому остро встал вопрос о том, каким образом учесть всю информацию о трудовом стаже граждан, чтобы она позволила корректно рассчитать величину накопленного пенсионного капитала.
Конвертация была необходима для защиты прав застрахованных лиц, для этого нужно собрать наиболее полную информацию о стаже и заработке каждого гражданина, что зачастую, при назначении пенсии, бывает затруднительно, из-за несобранности архивных документов. Это часто случается в результате ликвидации организации или смене собственника.